# Jan Van der Veken
Philippe Jean (Jan) Van der Veken (Herentals, 4 november 1932) is een Vlaams filosoof en was gedurende meer dan dertig jaar als professor filosofie verbonden aan het Hoger Instituut voor Wijsbegeerte aan de Katholieke Universiteit Leuven. Hij staat samen met Max Wildiers vooral bekend als verspreider van het denken van Alfred North Whitehead en Charles Hartshorne in de Lage Landen.

## Biografie
Van der Veken ging na zijn humaniora in 1950 studeren aan het Leo XIII-seminarie in Leuven. Hij behaalde in 1952 het kandidaatsdiploma in Klassieke Filologie en Oude Geschiedenis en in 1954 het Baccalaureaat in de Wijsbegeerte aan het Hoger Instituut voor Wijsbegeerte (H.I.W.). Van 1953 tot 1957 studeerde hij theologie aan het seminarie van het aartsbisdom Mechelen, waarna hij tot priester werd gewijd.
Na het behalen van zijn licentiaatsdiploma in de wijsbegeerte en zijn aggregaat hoger onderwijs bekleedde hij begin jaren zestig diverse functies aan de Leuvense universiteit, het heropgerichte bisdom van Antwerpen en aan de Vlaamse Katholieke Hogeschool voor Vrouwen. Aan deze hogeschool leerde hij Max Wildiers kennen.
In 1965 behaalde Van der Veken het doctoraat in de wijsbegeerte. Onder begeleiding van Monseigneur Dondeyne schreef hij een proefschrift over de late Maurice Merleau-Ponty. Vanaf dan bekleedde hij academische functies aan de KU Leuven en haar Campus in Kortrijk. Hij doceerde verschillende filosofische vakken als fundamentele wijsbegeerte, kennisleer, wijsgerige godsleer en Philosophy of Being.
Op het H.I.W. werd Van der Veken voornamelijk gevormd in de thomistische filosofie en de existentialistische fenomenologie. Zijn interesse in de godsproblematiek leidde hem begin jaren zeventig naar het werk van Schubert Ogden en John B. Cobb. Hierdoor kwam hij in contact met het werk van Charles Hartshorne en maakte hij kennis met de filosofie van Alfred North Whitehead. In deze filosofie vond hij een conceptualiteit waarin hij de hedendaagse relatie tussen filosofie, wetenschappen en geloof scherper kan denken. Tijdens een verblijf in 1974-1975 aan het Center for Process Studies te Claremont (Californië) kon hij zich verder in het procesdenken verdiepen. Vanaf dan werd hij samen met Max Wildiers een van de belangrijkste verspreiders van het procesdenken in de Lage Landen.
Als filosoof mocht hij gastcolleges geven over heel de wereld en zijn doctoraatsstudenten kwamen zowel uit België als daarbuiten. Zijn filosofisch werk over het procesdenken, de religieuze taal en spiritualiteit leidde tot een 100-tal publicaties in nationale en internationale tijdschriften. Hij schreef ook een aantal boeken waaronder Denken aan al wat is (1986), Een kosmos om in te leven (1991) en hij gaf een becommentarieerde vertaling van Whiteheads Religion in the Making uit (De dynamiek van de religie, 1988).
Vanaf 1975 werkte hij samen met Kardinaal Suenens en richtte hij als deel van het H.I.W., het Centrum voor Metafysica en Wijsgerige Godsleer op. Van deze afdeling werd hij later voorzitter. In 1978 werd hij voorzitter van The European Society for Process Thought. In 1990 stichtte hij samen met Leo Apostel de groep Worldviews, waarvan hij na het overlijden van Apostel in 1995 voorzitter werd.

## Werken
- Proces-denken. Een oriëntatie. Met een bibliografie van Nederlandstalige publicaties over het procesdenken. Centrum voor Metafysica en Wijsgerige Godsleer H.I.W. Leuven, 1983, 105 p.
- Denken aan al wat is. Een hedendaagse fundamentele wijsbegeerte, Universitaire Pers Leuven, 1986, herwerkte versie 1994, 204 p.
- Kosmologie en geloof, kansen voor een nieuwe dialoog, Radboudstichtig, 1988, 39 p.
- Een kosmos om in te leven, DNB/Pelckmans - Kok Agora, 1990, 127 p.
- "Process Thought From a European Perspective", Process Studies 19 (1990) 4, p. 240-247 (Religion Online).
- Met Leo Apostel: Wereldbeelden - Van fragmentering naar integratie, Kapellen:Pelckmans, 1990.

### Vertalingen en redacties
- God en Wereld. Basisteksten uit de proces-theologie, 's-Gravenhage: Meinema, 1989, 204 p.
- Alfred North Whitehead, De dynamiek van de Religie, vertaling en annotatie van Religion in the Making, 1988, Uitgeverij Pelckmans, 185 p.
- Met H. Van Belle, Nieuwheid denken. Het creatieve aspect van de werkelijkheid, Leuven: Acco, 2008.

- Bibsys: 1081229
- Bibliothèque nationale de France: cb123378830 (data)
- Gemeinsame Normdatei: 142373532
- International Standard Name Identifier: 0000 0001 1651 715X
- Library of Congress Control Number: n92121548
- Nationale Bibliotheek van Israël: 987007426502505171
- Nederlandse Thesaurus van Auteursnamen: 07014057X
- Réseau des bibliothèques de Suisse occidentale: 02-A012459742
- Système universitaire de documentation: 032327935
- Virtual International Authority File: 59156044
- WorldCat: E39PBJxhjGb4XtYVbMBcXmJxDq